# 卦石柾
卦石 柾（けいし まさき、1972年5月20日 - ）は日本の漫画家。血液型はAB型、富山県出身。

## 作品

### 商業誌
- Welcome to the U・S・A (1991年 第6回MJ少年漫画大賞準入選作。 JCDX『MJ少年漫画大賞傑作集』2巻に収録)

画家を志す女子高生が、将来に向け夢と現実の狭間で揺れ動く様を描く。　
- DINOSAUR (1991年 第41回手塚賞佳作受賞作。 JCDX『めざせ漫画家！手塚・赤塚賞受賞作品集』8巻に収録)

現代に生き残った幻の恐竜を探して旅をする兄妹の物語。
- B-BOY BLUES (月刊少年ジャンプ1992年3月号〜1993年10月号に掲載。JC全3巻)

NBA選手を目指し単身渡米した若者の努力と苦悩や、仲間との交流を経て前進していく姿を描いている。
当初二度の読み切り作品として掲載された。丹下真也編（1992年3月号）、大内貴雅編（1992年7月号)とが描かれ、それぞれ主人公も話の内容も異なる。その後、大内貴雅編をプレリュードとした本編の連載が1993年1月号から開始された。後述の通り、主要キャラクター名は実在ミュージシャンからの引用である。
1. 『STAND UP AND SHOUT』1993年6月9日 初版発行 ISBN 4-08-871785-6
2. 『ROUGH AND READY』1993年9月8日 初版発行 ISBN 4-08-871786-4
3. 『HEADING FOR TOMORROW』1994年5月7日 初版発行 ISBN 4-08-871787-2

- 化石-REMEMBRANCE OF 100,000,000 YEARS AGO- (『B-BOY BLUES』 第3巻に収録)

最大最強の獣脚類恐竜であるエパンテリアスの化石を発掘するために情熱を燃やす男達を描く。
主人公の横関敦は同名ミュージシャンをモデルにしており、容姿もそのまま描いている。またモデルの横関のアルバムに『REMEMBRANCE OF 900,000,000 YEAR AGO』と銘打った連作があり、そちらからの影響も窺える。
- SILENT SOLDIER (月刊少年ジャンプオリジナル 1994年11月増刊号に掲載)

近未来の南米ジャングルを舞台に、米軍で開発された超高性能人型ロボット兵とその秘密を探る女戦士を描いたSFアクション。
- GENOME PUPPET (コミックガンマ1996 JAN No.29 ガンマ新人トライアル作品として掲載)

2081年、惑星間戦争や内戦を経た金星が舞台。「金星の悪魔」と呼ばれる戦闘用の人造人間を巡るSFアクション。
- RABID RIOT (アフタヌーン四季賞1997年夏のコンテスト佳作受賞作。 未掲載)

### 同人誌
- LIBERATION (2001年8月11日発行)

テラフォームされた未来の金星が舞台。戦乱の中、敵味方として出会った男女を描いたSFメカアクション。
サイバネティック・ビーグルと呼ばれる人型搭乗兵器が活躍する。1996年頃に執筆された作品で、大長編の構想の中の一片という位置付け。

## 人物
- 恐竜を非常に好んでいる。海外の化石博物館に足を運ぶ程熱心で、自画像には擬人化した恐竜の姿を描いている。また、ヘヴィメタルやハードロックも恐竜と並ぶほど愛好しており、作品のキャラクター名や容姿は実在のミュージシャンから、作品名はアルバムや楽曲名から引用することが多い。

- 初期の受賞作品集にて、尊敬する漫画家及び作品として大友克洋の『童夢』、岸大武郎の『恐竜大紀行』を挙げている。

- 『B-BOY BLUES』終了後、単行本に「本来の自分のジャンルはサイエンス・ロマン、SFアクションである」「これが最初で最後のスポーツ漫画になるだろう」旨記しており、その後は作風を大幅に変えたSF作品を描いている。